# Bernice Bing
Bernice Bing (10 avril 1936, San Francisco - 18 août 1998, Philo, Californie) est une artiste peintre américaine impliquée dans la scène artistique de la baie de San Francisco dans les années 1960. Elle est connue quant à son intérêt pour la Beat Generation et le zen. Après avoir étudié avec le peintre japonais Saburo Hasegawa, elle se spécialise dans la calligraphie inspirée de l'art abstrait. Bernice Bing est enfin une militante active du mouvement LGBTQ.

## Biographie
Originaire de Californie, Bernice Bing, surnommée Bingo dans son enfance, naît le 10 avril 1936 et grandit dans le Chinatown de San Francisco. Son père est un immigrant du sud de la Chine tandis que sa mère est née en Amérique. Elle est âgée de six ans quand sa mère décède d'une maladie cardiaque. Elle est élevée dans différentes familles d'accueil avec sa sœur, puis intègre Ming Quong Home, une maison d'accueil pour filles dans le quartier chinois d'Oakland, où réside également sa grand-mère.
En 1955, Bernice Bing est diplômée de la Oakland Technical High School. Elle remporte de nombreux concours d'art locaux et régionaux pendant ses études secondaires. En 1958, elle rejoint le California College of Arts and Craft (CCAC) à Oakland et étudie aux côtés des professeurs Nathan Oliveira, Saburo Hasegawa et Richard Diebenkorn. Sa rencontre avec Saburo Hasegawa marque considérablement sa direction artistique. Le peintre d'origine japonaise l'incite à exprimer sa double identité de femme américaine et asiatique dans son art. Après avoir consacré une bonne partie de son cursus à la publicité, elle fait de la peinture son orientation majeure et obtient un prix national.
En 1958, après un semestre, elle est transférée à la California School of Fine Arts, également connue comme l'Institut d'Art de San Francisco (SFAI) où elle poursuit son apprentissage auprès d'Elmer Bischoff et Frank Lobdell. Elle est diplômée d'un baccalauréat en beaux-arts en 1959 et d'une maîtrise en beaux-arts en 1961. Au cours de ses études, elle assure la permanence d'un studio de création à North Beach qui devient un lieu populaire de rencontre pour les artistes.
Bernice Bing est décédée le 18 août 1998 d'un cancer.

## Carrière professionnelle
Bernice Bing devient active sur la scène artistique de la baie de San Francisco dès le début des années 1960. Son cercle d'amis le plus large, comprend des peintres abstraits de la région de la Baie, à l'image de Joan Brown, Wally Hedrick, Jay DeFeo, Bruce Conner et Fred Martin. En 1960, alors qu'elle accompagne l'artiste peintre Joan Brown à New York pour une rétrospective de cette dernière à la Staempfli Gallery, elle rencontre le peintre et plasticien Marcel Duchamp, dont elle admire les travaux.
En 1961, la Batman Gallery de San Francisco, un espace Beat alternatif aux murs noirs accueille sa première exposition personnelle, Paintings & Drawings. Elle y présente la toile Las Meninas (1960) basée sur la scène baroque du peintre espagnol Diego Vélasquez, également intitulée Las Meninas (1656). En 1963, l'artiste déménage près des vignes de Mayacamas Vineyards dans la Napa Valley pour une période de trois ans, avant de retourner à Berkeley pour une nouvelle exposition à la Berkeley Gallery.
En 1968, Bernice Bing intègre le panel du programme National Endowment for the Arts Expansion. De 1969 à 1971, elle travaille avec le Neighborhood Arts Program. Au début des années 1970, elle participe au San Francisco Art Festival au San Francisco Civic Center. En 1977, après le massacre du restaurant le Dragon d'or à San Francisco, l'artiste fonde un atelier d'art avec le Baby Wah Chings, un gang de Chinatown,.
De 1980 à 1984, Bernice Bing devient la première directrice exécutive du South of Market Cultural Centre, maintenant connu sous le nom de SOMArts, et participe à la mise en place de programmes novateurs. Son travail dans la communauté est reconnu par différents prix en 1983 et 1984.
Entre 1984 et 1985, elle se rend en République populaire de Chine, au Japon et en Corée afin d'étudier la calligraphie avec Wang Dong Ling et la peinture de paysage à l'encre de Chine traditionnelle avec le professeur Yang, à la Zhejiang Art Academy de Haungzhou. L'artiste peintre donne également des conférences sur l'expressionnisme abstrait aux étudiants en art.
En 1989, elle rencontre Moira Roth, professeure d'histoire de l'art au Mills College. À la suggestion de celle-ci, elle se joint à l'Association des femmes artistes asiatiques (AAWAA), un mouvement artistique qui mélange les intérêts dans l'art et l'identité.
En parallèle de ses activités artistiques, Bernice Bing est une activiste du monde de l'art. Elle s'implique dans de nombreuses organisations et soutient différents programmes artistiques comme la Fondation nationale pour l'expansion des arts (1968), le Neighborhood Arts Programme (1969-1971) et le San Francisco Art Festival au San Francisco Civic Center au début des années 1970.

## Art et influences
Entre l'Orient et l'Occident, Bernice Bing définit son travail par une exposition précoce à la philosophie existentielle qui la conduit à la poursuite de l'abstraction, combinée à un large éventail d'influences artistiques, littéraires, cinématographiques et musicales caractéristiques des années 1950, telles Willem de Kooning, Franz Kline, Robert Motherwell, Albert Camus, Simone de Beauvoir, Ingmar Bergman et Federico Fellini.
En 1967, elle participe au premier programme résidentiel de l'Institut Esalen à Big Sur. Nommé New Age Psychology and Philosophy, le projet s'oriente sur l'éducation alternative et humaniste. Elle y rencontre Joseph Campbell et Alan Watts et approfondit son intérêt pour le symbolisme de Carl Jung.
Comme de nombreux abstractionnistes d'après-guerre, elle cite l'importance du bouddhisme zen et se rapproche des travaux de Daisetsu Teitaro Suzuki, l'autorité occidentale du Zen. Dans ses dernières années, elle se consacre à sa pratique du bouddhisme basée sur les enseignements du moine japonais Nichiren, dont les préceptes datent du XIIIe siècle.

## Reconnaissance
En 1990, Bernice Bing reçoit le premier prix du Conseil du patrimoine asiatique. En 1996, elle est lauréate d'un prix pour l'ensemble de ses réalisations, remis par le Caucus national des femmes pour l'art. Elle est la première artiste américaine d'origine asiatique à recevoir cet honneur. Cette reconnaissance lui est attribuée dans le cadre d'une exposition de groupe organisée au Rose Museum de l'Université Brandeis dans le Massachusetts. Une de ses œuvres, Mayacamas no 6 (1963), appartient à la collection du San Francisco De Young Museum. La toile est inspirée par les montagnes Mayacamas du nord de la Californie.
En 2013, l'Association des femmes artistes asiatiques (AAWAA) coproduit avec le projet artistique des femmes de couleur Queer (QWOCMAP), le film The Worlds of Bernice Bing, qui rend hommage à l'ensemble de ses réalisations. Le long métrage est réalisé par Madeleine Lim, en co-production avec Jennifer Banta Yoshida et T. Kebo Drew,.

## Distinctions
- 1990 : Prix du Conseil du patrimoine asiatique
- 1996 : Prix d'excellence pour l'ensemble de ses réalisations décerné par le Caucus national des femmes pour l'art